# Infinite (Eminem)
Infinite è il primo album in studio del rapper statunitense Eminem, pubblicato il 12 novembre 1996 dalla Web Entertainment.

## Il disco
L'album fu inciso e prodotto dalla Web Entertainment (etichetta discografica di Detroit gestita dai Bass Brothers) con l'aiuto di alcuni membri dei D12 tra cui Kon Artis e Proof. All'inizio circolò solo su audiocassette e dischi in vinile; di questo album furono stampate solo 500 copie, che Eminem vendeva a Detroit sul cofano della sua auto.
È molto difficile trovare questo album originale nei negozi, anche se sono state incise delle copie in compact disc che ora sono reperibili in alcuni siti di compravendita come eBay da utenti che l'hanno acquistato dall'artista, anche se dell'album ne sono state pubblicate delle ristampe da diverse case discografiche.
Il disco ricevette recensioni contrastanti dai critici musicali: molti elogiarono il contenuto lirico, mentre molti criticarono pesantemente la produzione musicale.

## Accoglienza
| Recensione | Giudizio |
| ---------- | -------- |
| AllMusic   | [ 1 ]    |
| RapReviews | [ 5 ]    |

Non è esattamente noto il numero di copie vendute del disco. Eminem stesso ha dichiarato nel libro The Way I Am di aver venduto «forse 70 copie», mentre secondo altre fonti ne sarebbero state commercializzate circa un centinaio o mille. La delusione causata dall'insuccesso del disco porta il rapper a creare il proprio alter ego Slim Shady per i suoi lavori successivi.
In due recensioni retrospettive, AllMusic e RapReviews assegnano all'album i rating insufficienti rispettivamente di 2.5/5 e di 5.5/10. L'autore musicale di Complex Rob Kenner scrive una recensione sfavorevole su Infinite, affermando che l'artista «deve ancora sviluppare un proprio stile distintivo».
Secondo il critico musicale di RapReviews Jay Padania, in seguito all'uscita del disco il rapper è etichettato come un fan di Nas e soprattutto di AZ. Padania afferma che Eminem non mette abbastanza emozione nel prodotto e che l'album «sembra un demo esteso», nonostante siano presenti un paio di tracce e di testi buoni. Padania ipotizza che le critiche negative ricevute dal rapper in seguito all'uscita dell'album lo abbiano spronato a migliorarsi negli anni successivi, per poi uscire con Slim Shady EP, prodotto di tutt'altro livello e che poi lo lancerà al successo commerciale.

## Tracce
1. Infinite – 4:01
2. W.E.G.O. (Interlude) (feat. DJ Head, Proof) – 0:21
3. It's OK (feat. Eye Kyu) – 3:31
4. 313 (feat. Eye Kyu) – 4:10
5. Tonite – 3:42
6. Maxine (feat. Denaun Porter, Three) – 3:54
7. Open Mic (feat. Thyme) – 4:01
8. Never 2 Far – 3:38
9. Searchin' (feat. Denaun Porter, Eye Kyu) – 3:44
10. Backstabber (feat. Denaun Porter) – 3:23
11. Jealousy Woes II – 3:19

## Formazione
- Eminem - rapping, voce
- DJ Buttafingaz - scratches (traccia 4)
- Denaun Porter - rapping (tracce 6-8, 9-11)
- Eye Kyu - rapping (tracce 3-4, 9, 11)
- Proof - rapping (tracce 2, 10-11)
- Kuniva - rapping (traccia 7)